# 黑色珍灯鱼
黑色珍灯鱼（学名：Lampanyctus niger）为灯笼鱼科珍灯鱼属的鱼类。分布于太平洋、印度洋、大西洋以及南海等海域，主要栖息于热带海域。其种加词“niger”意为“黑色的”。